# Gypsy Heart Tour
Tournées par Miley Cyrus
Wonder World Tour Bangerz Tour
Le Gypsy Heart Tour, également connu sous le nom de Corazón Gitano Tour, est la troisième tournée de Miley Cyrus. La tournée commence par l'Amérique du Sud et passe par l'Australie. Principalement en visite en Amérique du Sud et l'Australie, la tournée sera l'appui de son troisième album studio, Can't Be Tamed. 
Les arrêts supplémentaires au Mexique, Panama, Costa Rica et les Philippines sont également inclus. La tournée a débuté le 29 avril 2011 à Quito, en Équateur et la fin de 20 spectacles se terminera le 2 juillet 2011 à Perth, en Australie.

« Le Gypsy Heart Tour est un rêve devenu réalité. Non seulement parce que je visite toutes les belles villes, j'ai également la chance de rencontrer toutes les belles personnes. Le Gypsy Heart Tour n'est pas seulement une visite pour moi, mais aussi une mission de répandre l'amour.
Je pense juste maintenant que l'Amérique aura tiré à un endroit où je ne sais pas s'ils veulent que je visite ou non. En ce moment, je veux juste aller sur les lieux où je veux en venir le plus d'amour et l'Australie ainsi que l'Amérique du Sud ont fait cela pour moi. Je désire aller sur les lieux où je reçois le plus d'amour. Je ne veux aller nulle part où je ne me sens pas complètement à l'aise avec mes fans. »

— Miley Cyrus

## Présentation
La tournée a été annoncée par différents médias le 21 mars 2011, après l'apparition de Cyrus au Saturday Night Live. Les dates de tournée ont été annoncées pour l'Amérique du Sud ainsi que l'Australie, les Philippines, le Costa Rica ; le Panama et le Mexique ont rapidement suivi. Lors d'une interview à OK!, Cyrus a dit qu'elle ne mettrait pas la tournée aux États-Unis car elle ne s'y sent pas à l'aise.
Les états de la tournée ne sera pas dans la même « direction » que ses efforts précédents. Elle dit que sa précédente tournée, le Wonder World Tour, est davantage axé sur le théâtre et les changements de costumes. Miley Cyrus veut ainsi se concentrer sur la musique en faisant découvrir au public une « facette différente » de celle qui n'est pas représentée à la télévision. Elle dit que le spectacle mettra en vedette une section acoustique, tout en prenant des demandes du public. Le site PollStarPro.com a établi la liste des plus grosses tournées de 2011 jusqu’à présent. Le Gypsy Heart Tour de Miley se positionne à la 22e position, et compte tenu du nombre assez réduit de concert (seulement 21, relativement peu par rapport à une tournée normale), c’est assez impressionnant ![réf. nécessaire] La belle a vendu en moyenne 16 080 billets par concert, vendus en moyenne à 91 dollars l’unité. Un total de 289 441 billets a été écoulé, et ont rapporté en moyenne 26,4 millions de dollars.

## Chansons
1. Liberty Walk
2. Party in the U.S.A.
3. Kicking and Screaming
4. Robot

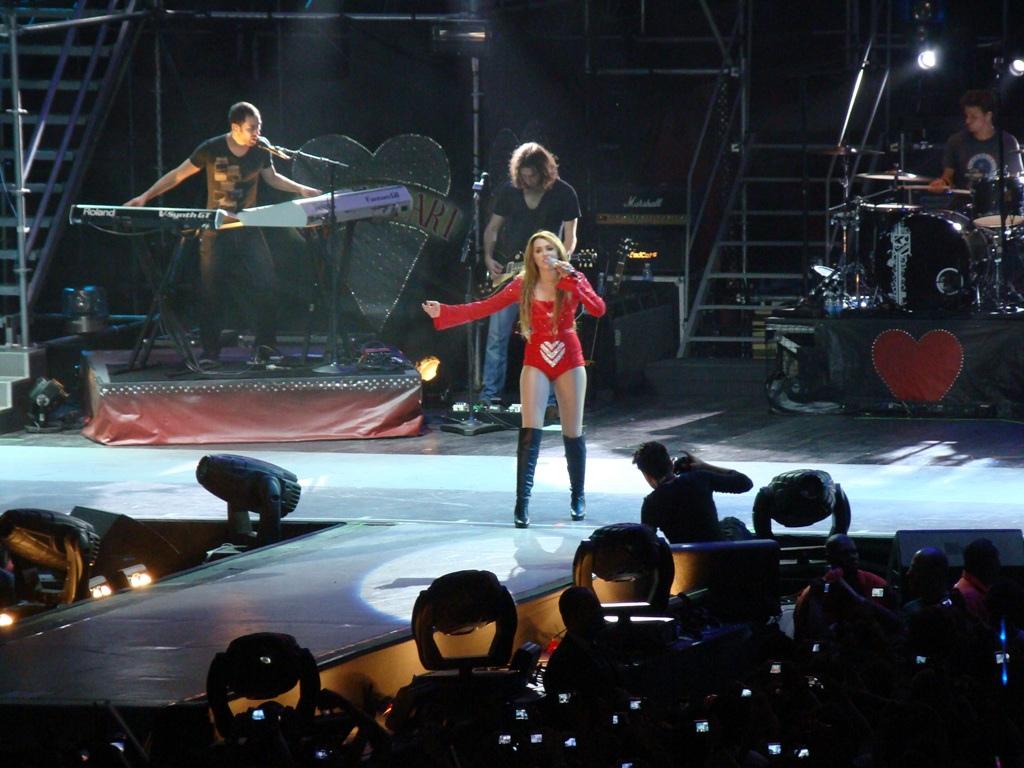
Miley Cyrus à Rio de Janeiro

5. "I Love Rock 'n' Roll"/ "Cherry Bomb"/ "Bad Reputation"
6. Every Rose Has Its Thorn
7. Obssessed'
8. Forgiveness and Love
9. Fly on the Wall
10. 7 Things
11. Obsessed
12. Scars
13. Stay
14. Smells Like Teen Spirit
15. Can't Be Tamed
16. Landslide
17. Take Me Along
18. Two More Lonely People
19. The Climb

Rappel :
1. See You Again'
2. My Heart Beats for Love
3. Who Owns My Heart

## Dates et box office
| Date              | ville            | Pays             | Salle                                             | Affluence         | Revenu           |
| Amérique du Sud,  | Amérique du Sud, | Amérique du Sud, | Amérique du Sud,                                  | Amérique du Sud,  | Amérique du Sud, |
| ----------------- | ---------------- | ---------------- | ------------------------------------------------- | ----------------- | ---------------- |
| 29 avril 2011     | Quito            | Équateur         | Estadio Olímpico Atahualpa                        | 27 352 / 27 352   | —                |
| 1er mai 2011      | Lima             | Pérou            | Stade Monumental                                  | 30 013 / 30 700   | —                |
| 4 mai 2011        | Santiago         | Chili            | Estadio Nacional de Chile                         | 65 112 / 65 112   | —                |
| 6 mai 2011        | Buenos Aires     | Argentine        | Stade Monumental Antonio Vespucio Liberti         | 64 438 / 64 438   | —                |
| 10 mai 2011       | Asuncion         | Paraguay         | Hipódromo de Asunción                             | 24 834 / 24 834   | —                |
| 13 mai 2011       | Rio de Janeiro   | Brésil           | HSBC Arena                                        | 14 846 / 14 846   | —                |
| 14 mai 2011       | São Paulo        | Brésil           | Anhembi Convention Center                         | 29 997 / 32 888   | —                |
| 17 mai 2011       | Caracas          | Venezuela        | Estadio de Fútbol de la Universidad Simón Bolívar | 5 087 / 6 200     | 1 828 950 $      |
| 19 mai 2011       | Bogota           | Colombie         | Coliseo Cubierto el Campín                        | 10 957 / 10 957   | —                |
| Amérique du Nord, |                  |                  |                                                   |                   |                  |
| 21 mai 2011       | San José         | Costa Rica       | Stade Ricardo Saprissa                            | 19 451 / 19 451   | 2 001 005 $      |
| 24 mai 2011       | Panama           | Panama           | Figali Convention Center                          | 10 250 / 10 250   | —                |
| 26 mai 2011       | Mexico           | Mexique          | Foro Sol                                          | 55 700 / 55 700   | 2 796 984 $      |
| 28 mai 2011       | Guadalajara      | Mexique          | Estadio Omnilife                                  | 35 460 / 35 460   | 3 000 418 $      |
| Asie              |                  |                  |                                                   |                   |                  |
| 17 juin 2011      | Pasay            | Philippines      | Mall SM d'Asie                                    | 16 782 / 18 000   | —                |
| Australie,        |                  |                  |                                                   |                   |                  |
| 21 juin 2011      | Brisbane         | Australie        | Brisbane Entertainment Centre                     | 11 293 / 11 293   | 1 016 120 $      |
| 23 juin 2011      | Melbourne        | Australie        | Rod Laver Arena                                   | 25 109 / 25 109   | 2 186 990 $      |
| 24 juin 2011      | Melbourne        | Australie        | Rod Laver Arena                                   | 25 109 / 25 109   | 2 186 990 $      |
| 26 juin 2011      | Sydney           | Australie        | Acer Arena                                        | 26 839 / 26 839   | 2 485 360 $      |
| 27 juin 2011      | Sydney           | Australie        | Acer Arena                                        | 26 839 / 26 839   | 2 485 360 $      |
| 29 juin 2011      | Adélaïde         | Australie        | Adelaide Entertainment Centre                     | 8 374 / 8 374     | 765 677 $        |
| 2 juillet 2011    | Perth            | Australie        | Burswood Dome                                     | 15 601 / 15 601   | 1 359 070 $      |
| Total             | Total            | Total            | Total                                             | 429 247 / 479 703 | 17 440 574 $     |

## Galerie de photos
Ces photos sont tous prises à Rio de Janeiro

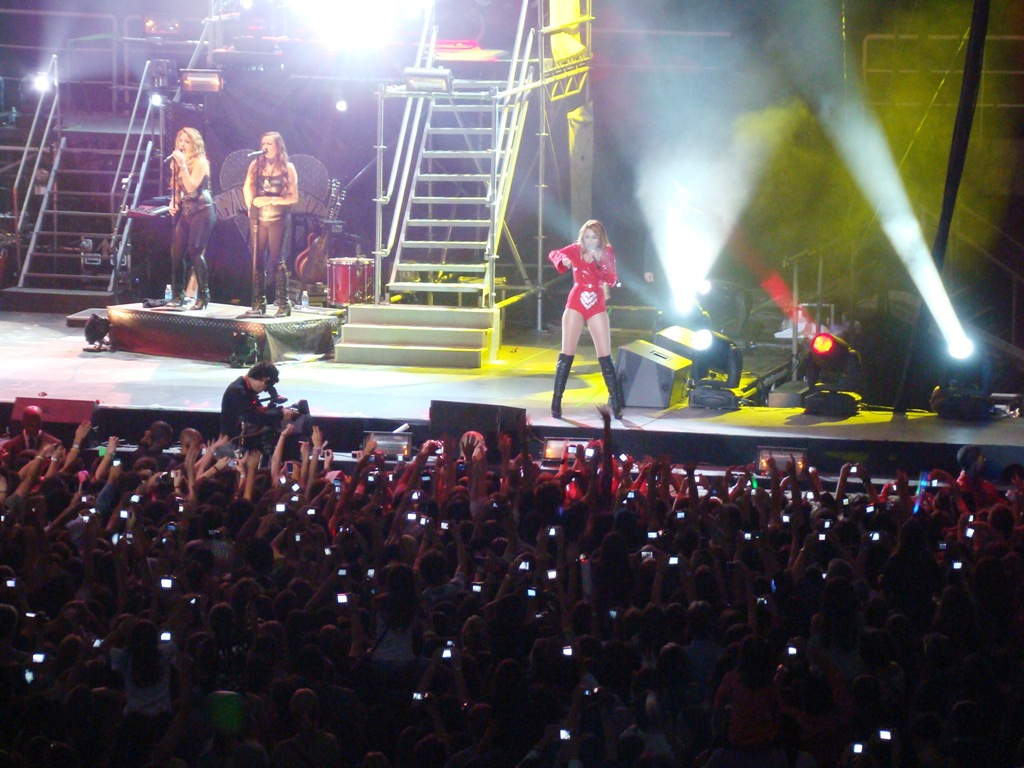
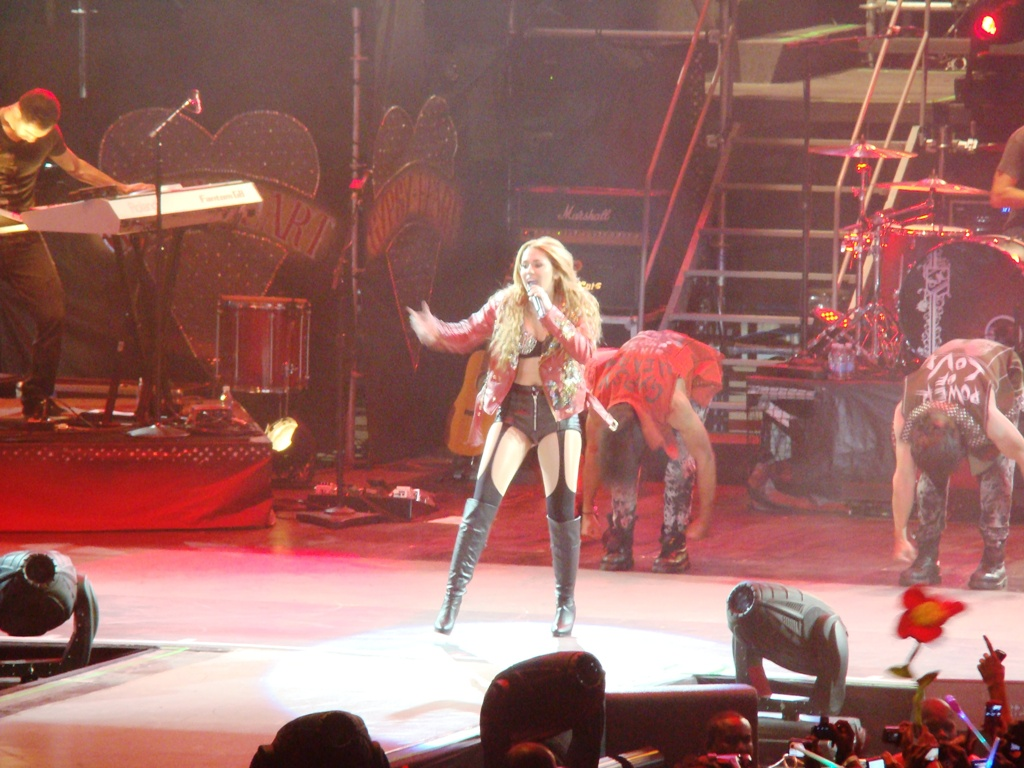
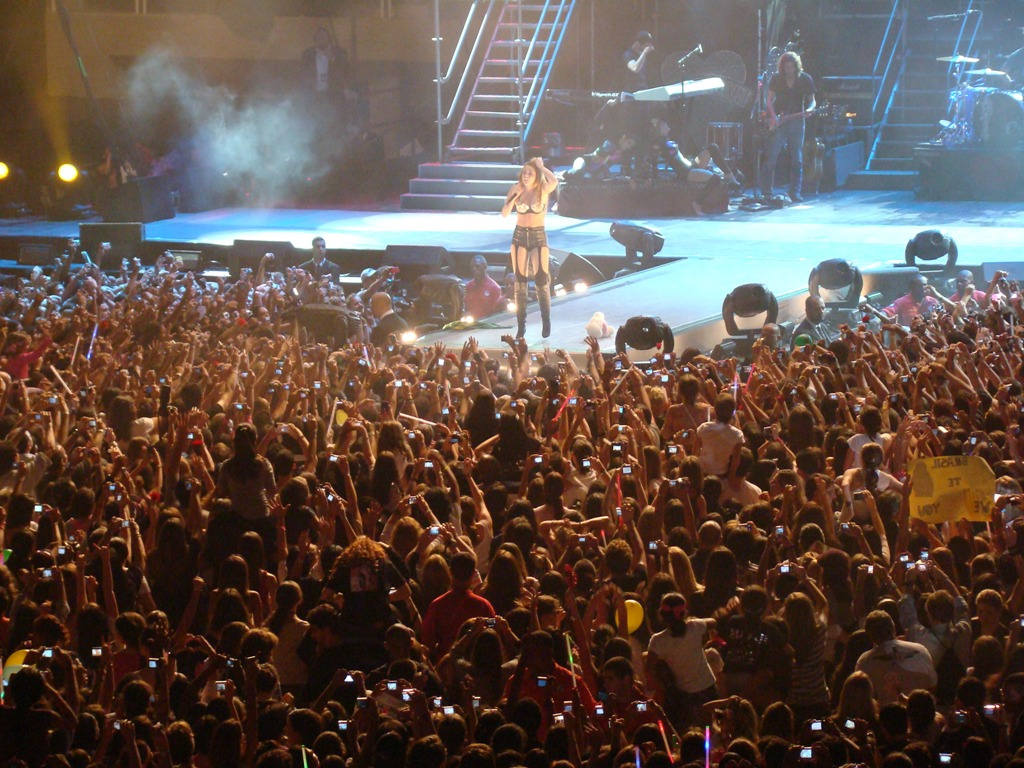
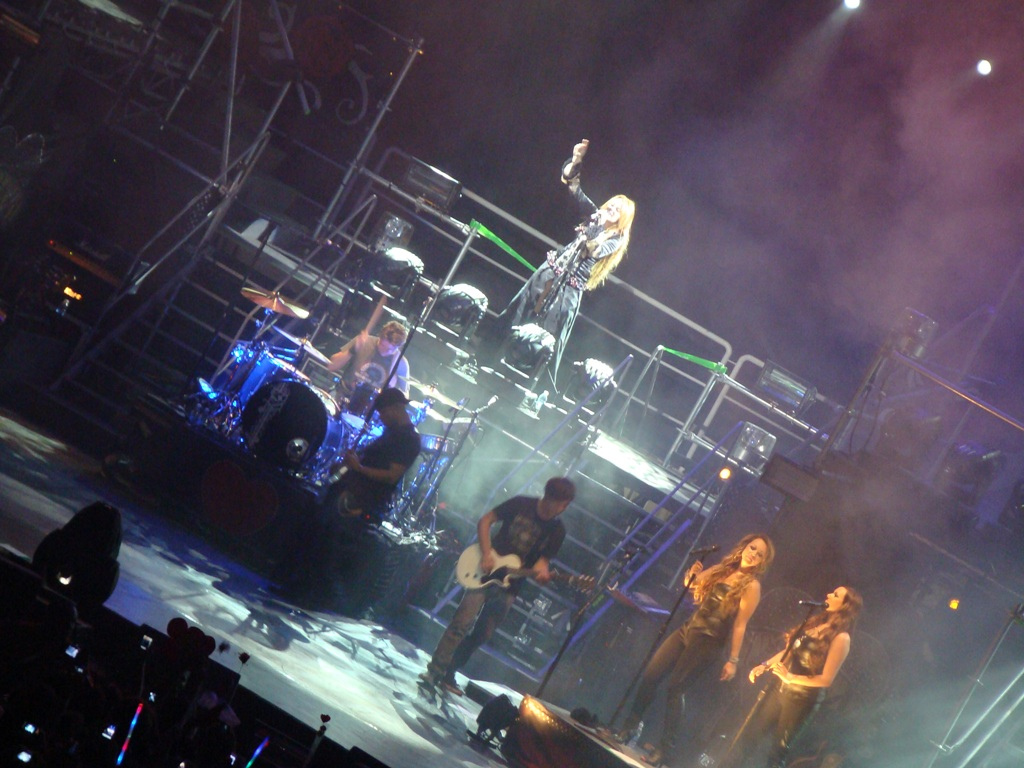
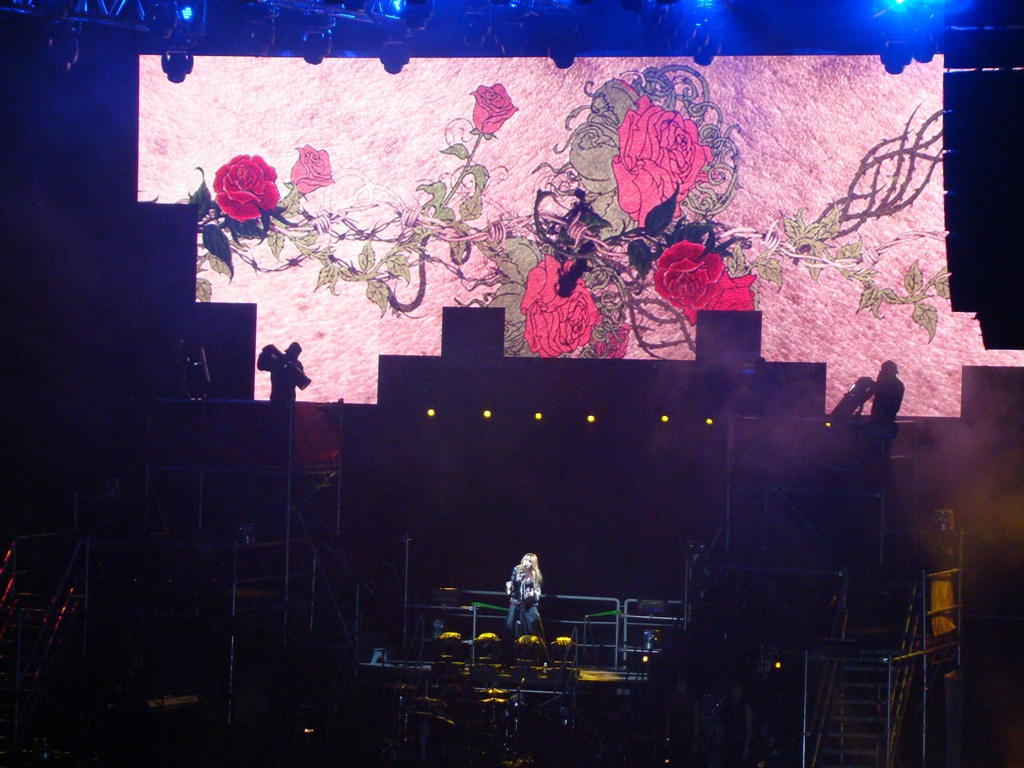
Every Rose Has It's Thorn
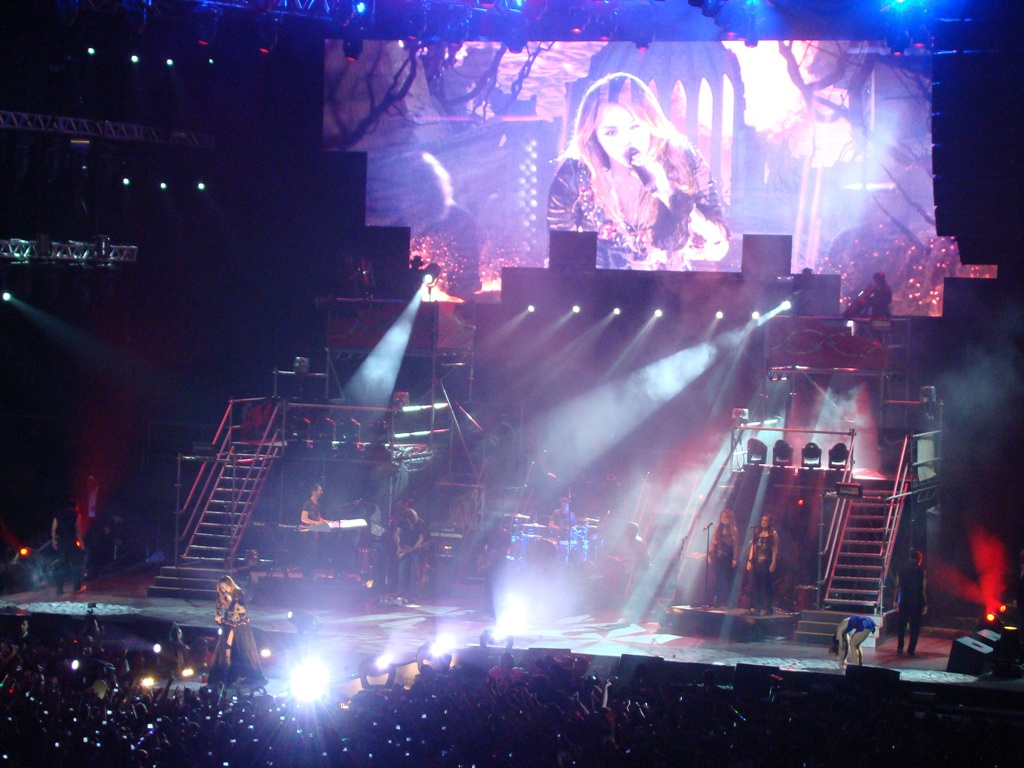
Obsessed
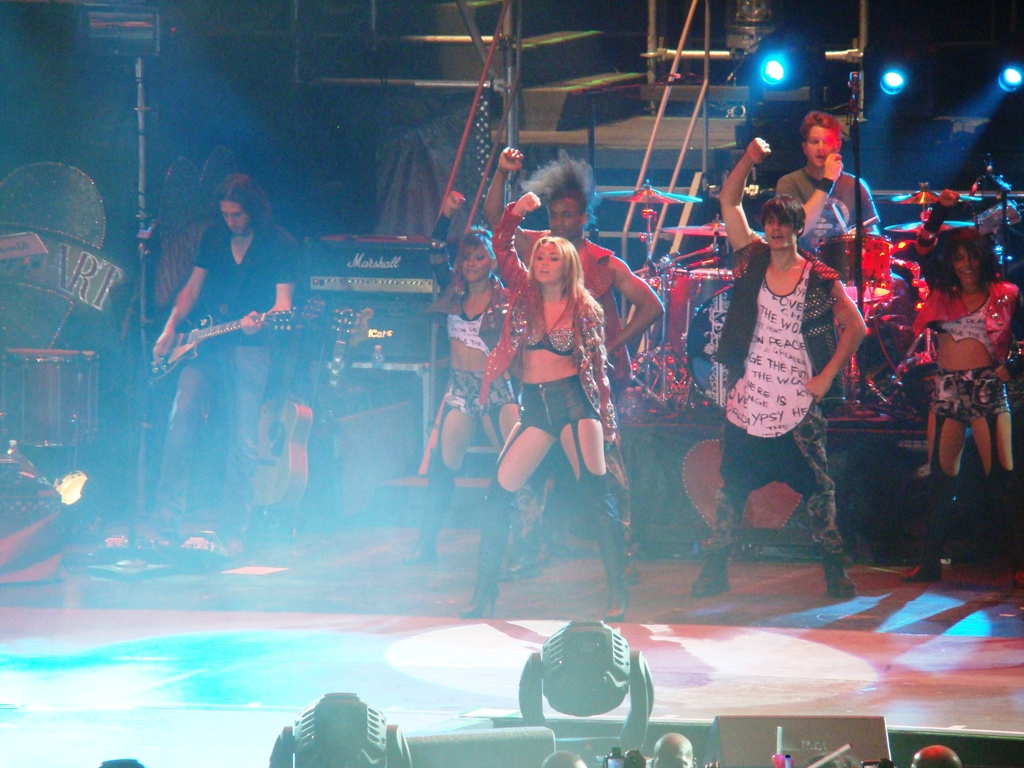
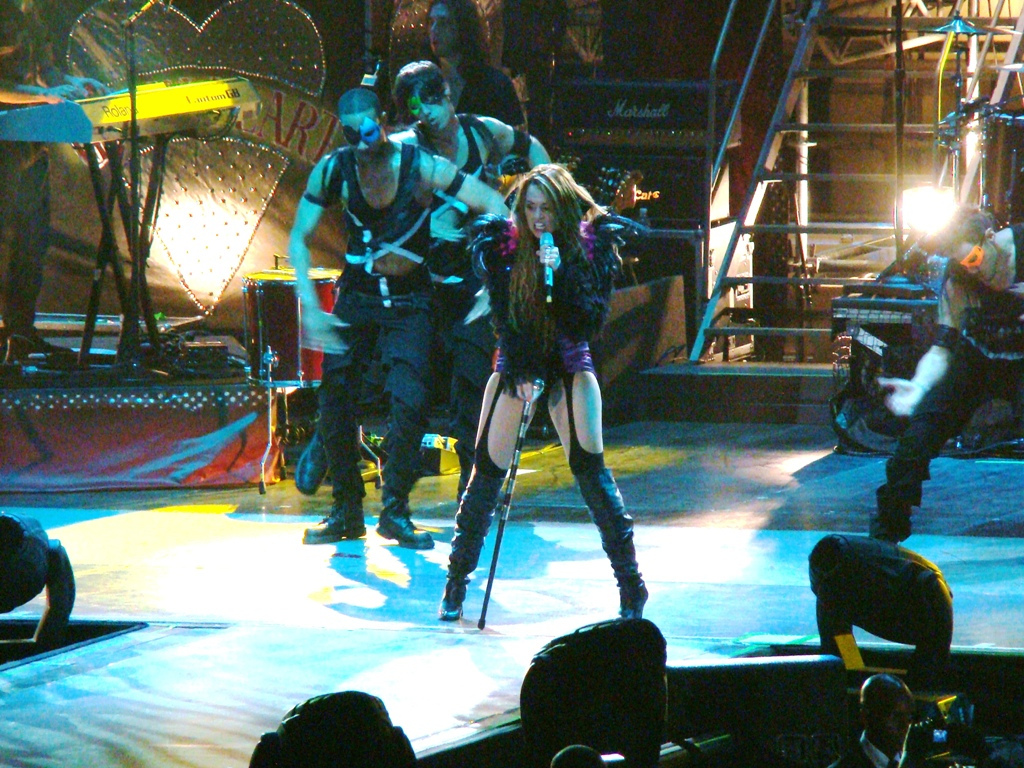
Can't Be Tamed
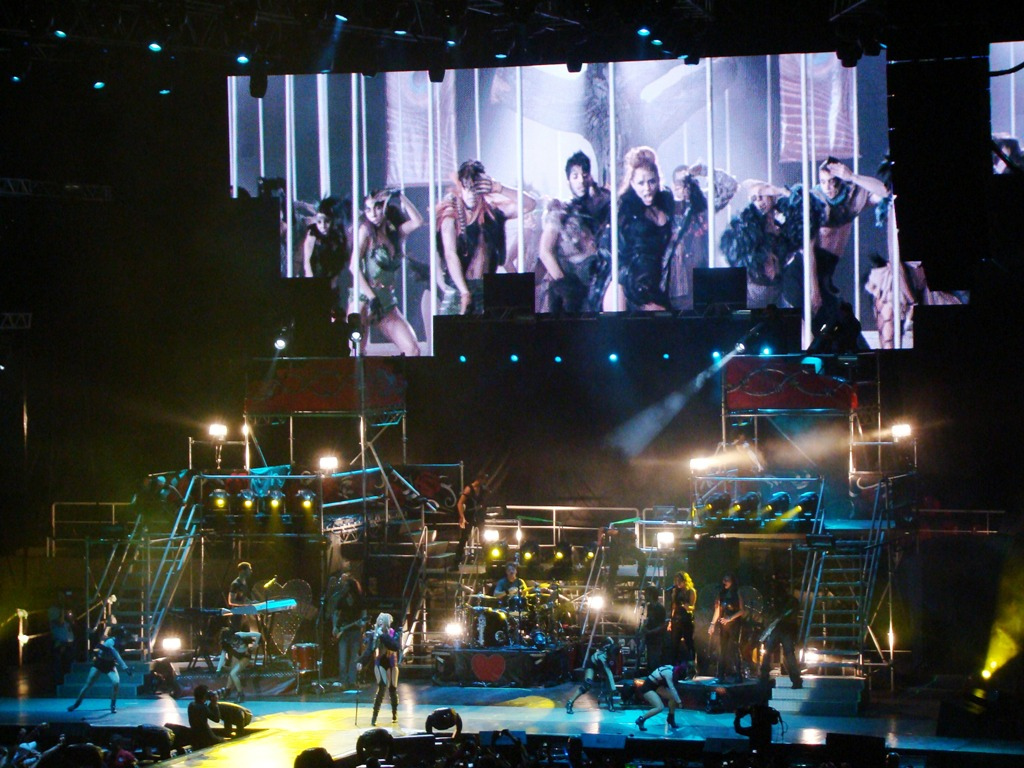
Can't Be Tamed
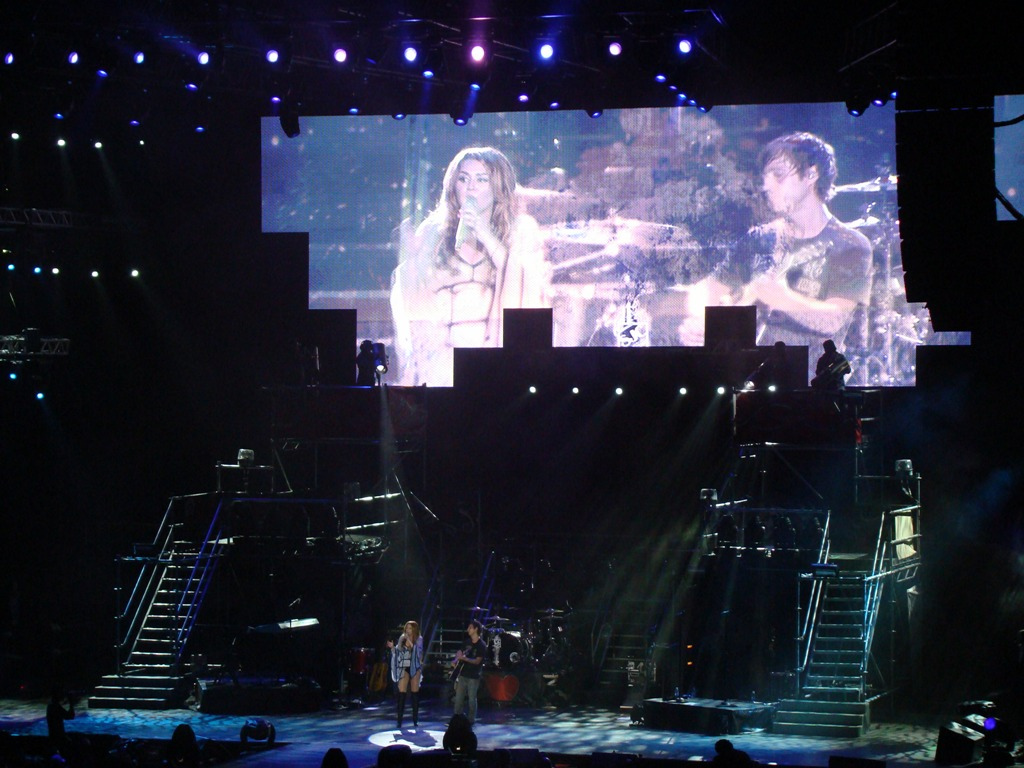
Landslide
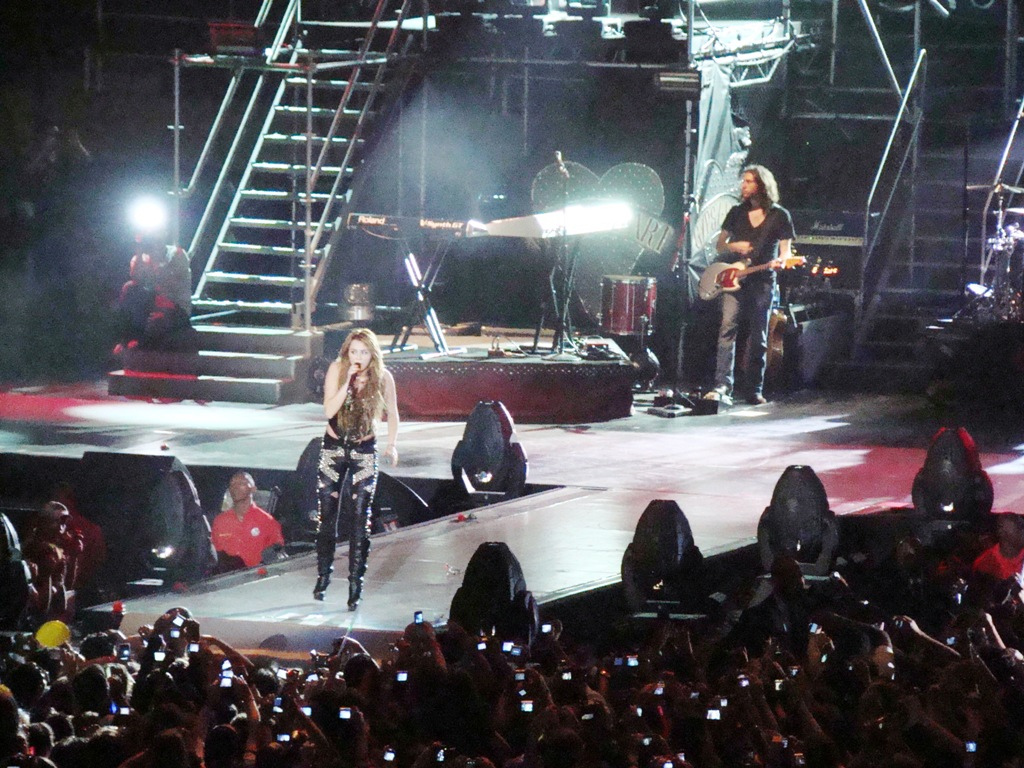
Smells Like Teen Spirit
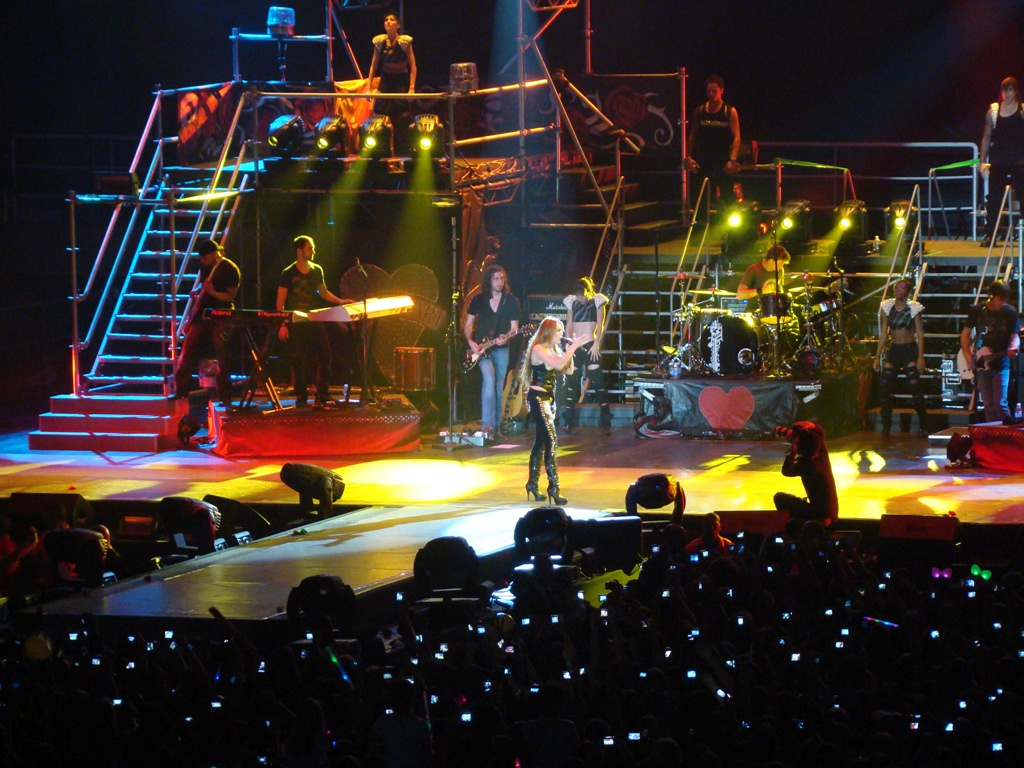
Smells Like Teen Spirit
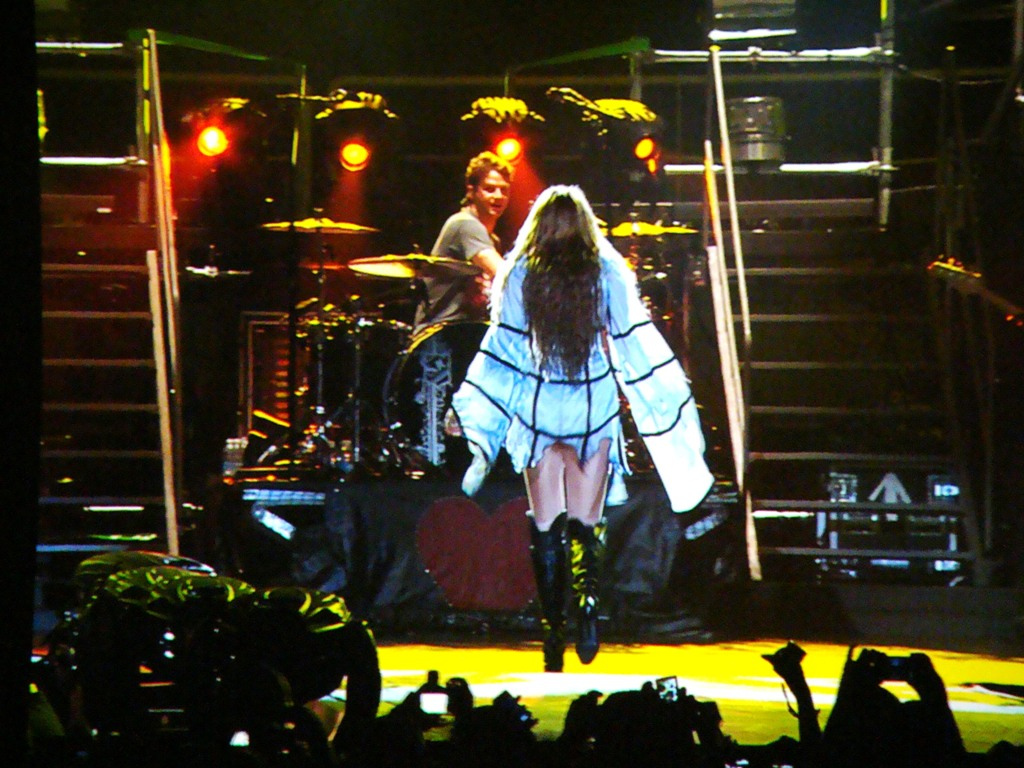
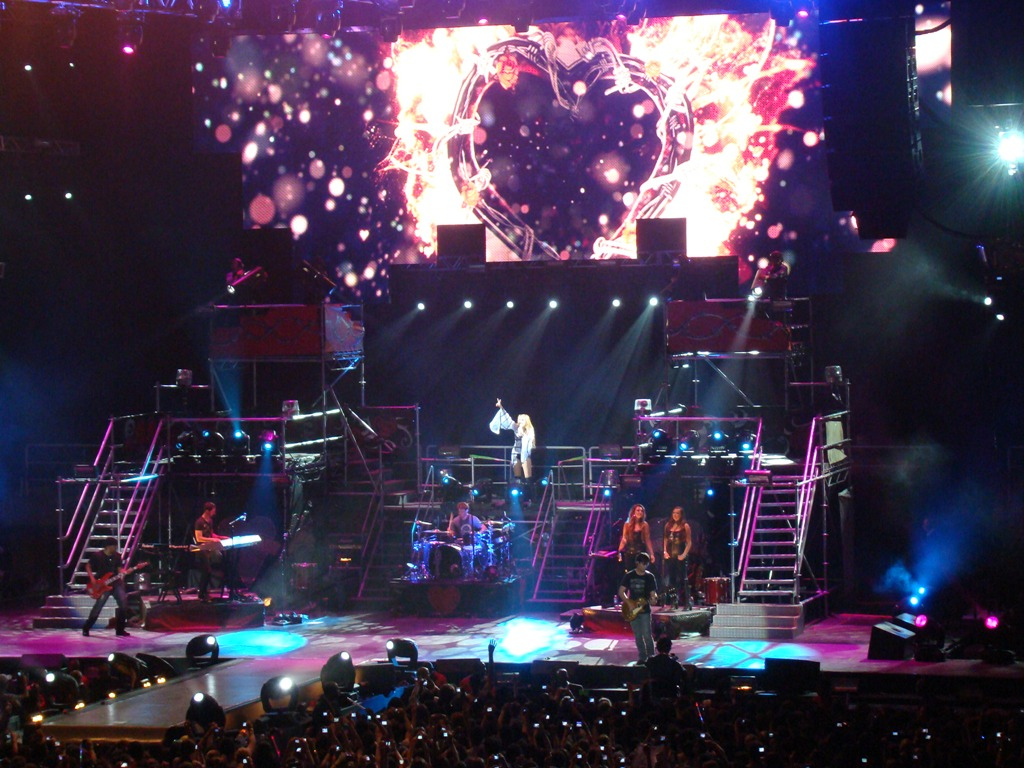
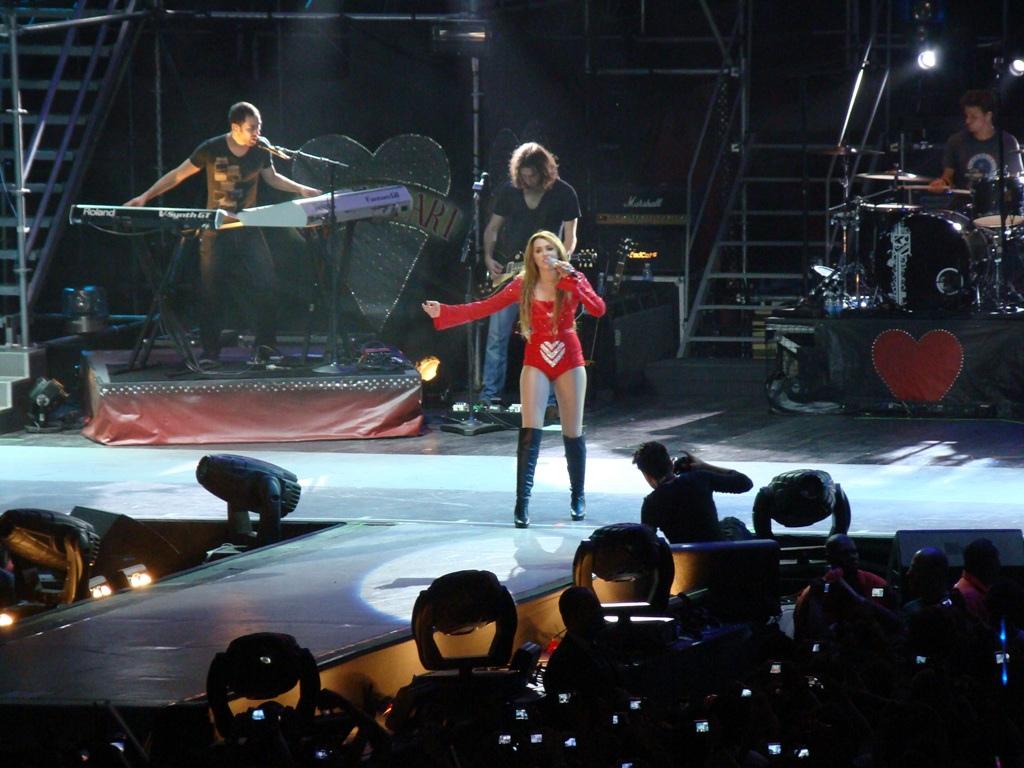
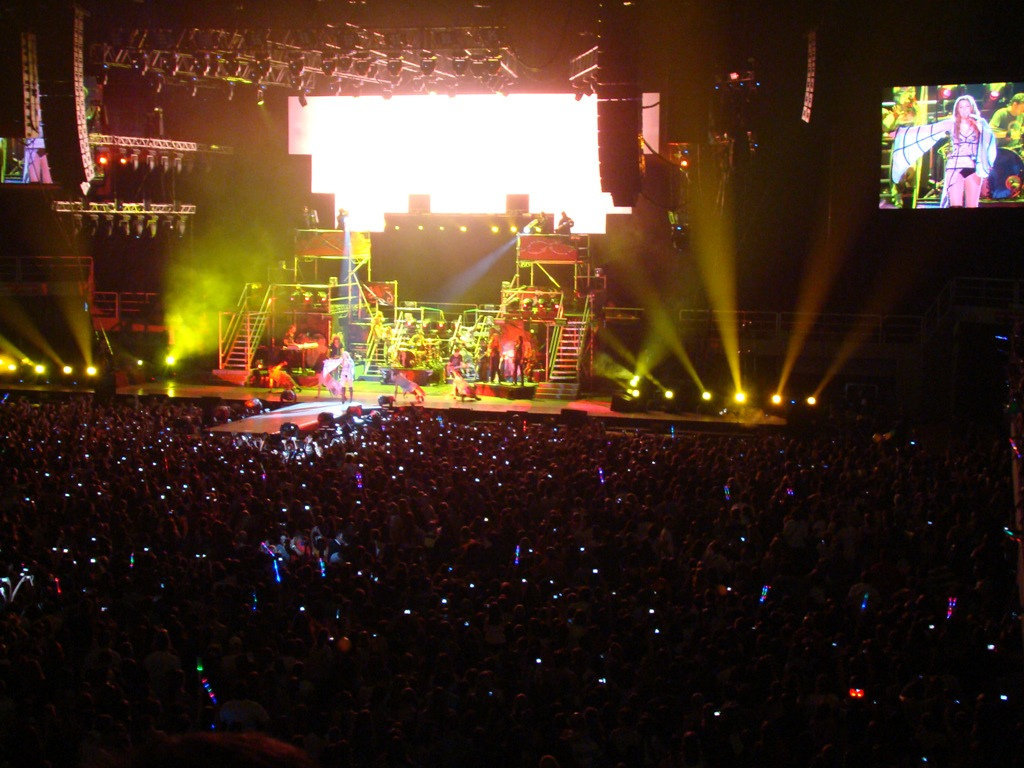